# Bibimys
A Bibimys az emlősök (Mammalia) osztályának rágcsálók (Rodentia) rendjébe, ezen belül a hörcsögfélék (Cricetidae) családjába tartozó nem.

## Rendszerezés
A nembe az alábbi 3 faj tartozik:
- Bibimys chacoensis Shamel, 1931
- Bibimys labiosus Winge, 1887
- Bibimys torresi Massoia, 1979 - típusfaj